# Опіум

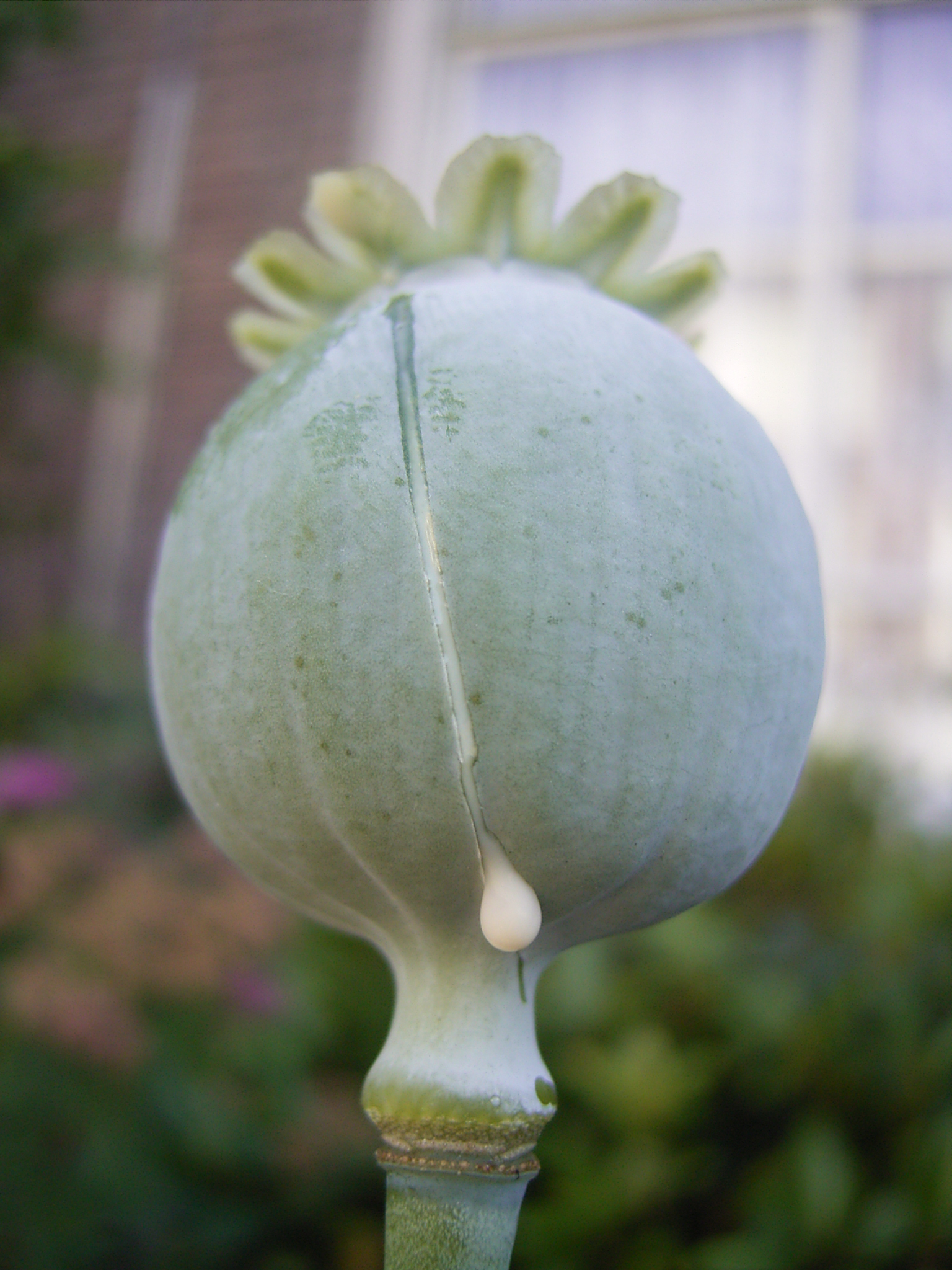
На цьому фото зображена насіннєва коробочка опійного маку з білим молочним соком.

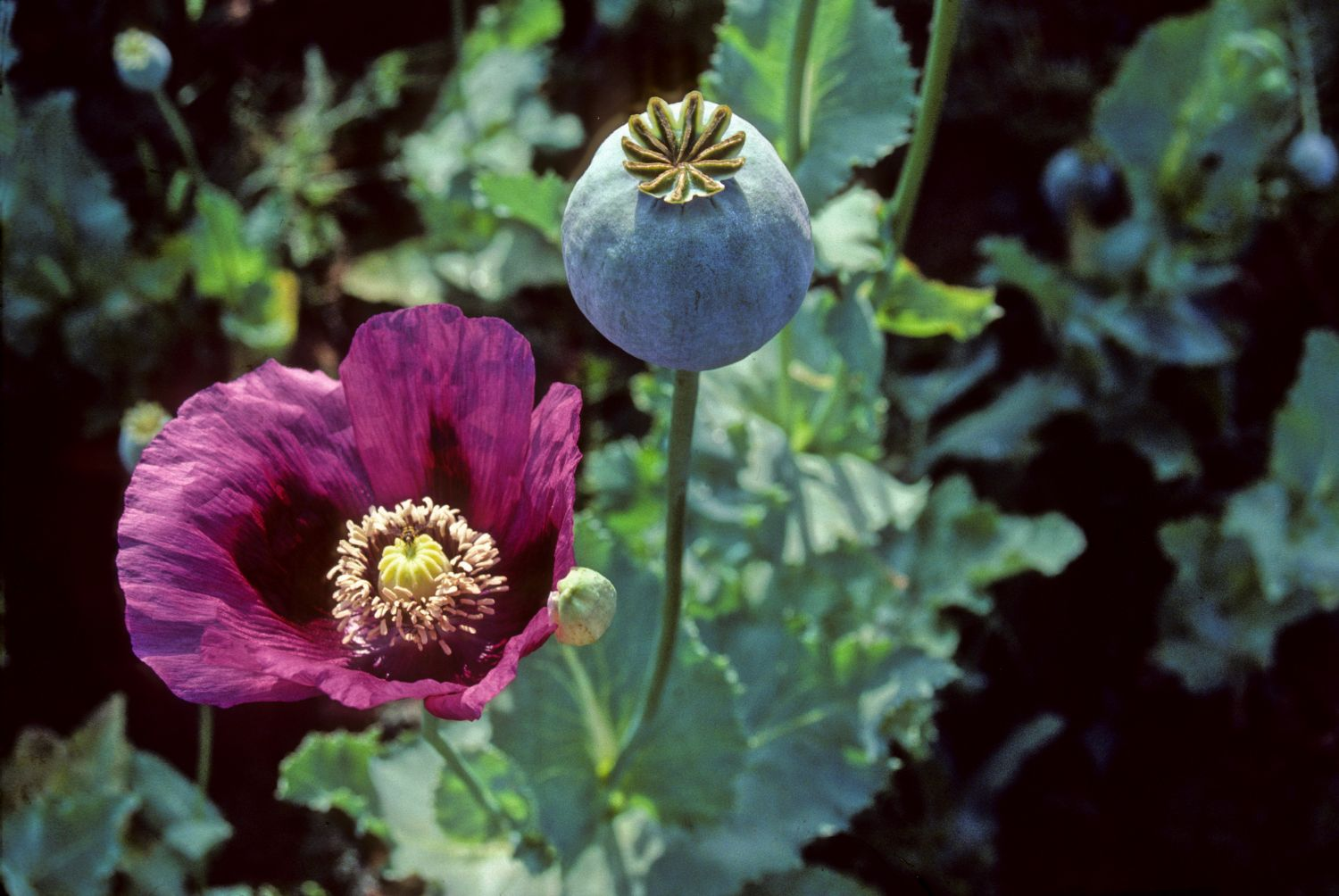
Опійний мак Papaver somniferum на полі в Туреччині, поблизу Афьона, приблизно 1988 р.

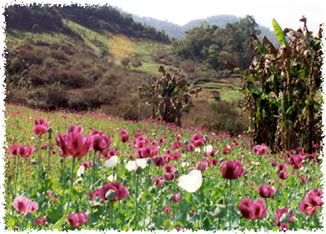
Опіумні плантації

О́піум або о́пій (лат. opium) — сильнодійна наркотична субстанція, що отримується з висушеного на сонці молочного соку, що видобувається із недостиглих коробочок опійного маку (лат. Papaver somniferum). Містить близько 20 алкалоїдів. У доказовій медицині опій, завдяки високому вмісту морфінанових алкалоїдів використовувався як сильнодійний болезаспокійливий засіб. Однак він був витіснений сучасними опіоїдами і нині майже не використовується, лише як сировина для виробництва безпечніших знеболювальних, таких як кодеїн.

## Історія
Свідчення про вживання опіуму людиною датуються шостим тисячоліттям до нашої ери. Існують археологічні дані, які свідчать про те, що опійний мак вирощували ще в неоліті та бронзовій добі, і, ймовірно, він був поширений у північно-східній частині Середземномор'я, Малій Азії та Туреччині. Рослини маку були виявлені на захід від Рейну в 5300-5200 роках до н. е. і завезені в Західні Альпи близько 5000-4800 років до н. е., де вони поширилися в другій половині V-го тисячоліття до н.е. Докази вирощування опіуму в Месопотамії шумерами датуються 3400 роком до н. е., які називали його «рослиною радості», а деякі вчені вважають, що вживання опіуму передувало шумерській культурі. Перша згадка про опіум датується приблизно 1500 роком до н.е. в папірусі Еберса. Екстракт опійного маку рекомендували єгипетські лікарі для заспокоєння немовлят, які безперервно плакали. У давньоассирійських травниках та медичних текстах згадуються опійний мак та опіум. Опій продовжували вживати на Близькому Сході, а також в Єгипті, і він був відомий у давньогрецькій медицині принаймні ще в III столітті до нашої ери. У Стародавній Греції в I столітті нашої ери лікар Діоскорид описав опій у своєму трактаті «Про лікарські засоби», який протягом багатьох століть був провідним західним текстом з фармакології. З Месопотамії та Греції опійний мак повільно поширювався на схід. Гален і Діоскорид були прихильниками терапевтичного використання опіуму, а Аристотель описував мак як снодійний засіб. Гіппократ, батько сучасної медицини, також відзначав лікувальні властивості маку. Він навіть розрізняв різні види маку (за кольором), чи дозріла, недозріла чи запечена. Використання опію як засобу самогубства не було рідкістю, хоча часто було неможливо покінчити життя самогубством через толерантність, спричинену тривалим вживанням. Опійний мак присутній у Середземноморському регіоні щонайменше з середини VI-го тисячоліття, де він ріс в природних умовах і культивувався спільнотами раннього неоліту. Перші згадки про вирощування опійного маку в Індії датуються XV століттям. У VIII столітті нашої ери арабські торговці завезли опій до Китаю, а між X і XIII століттями він потрапив до Європи. Споживання опіуму в Європі досягло свого піку наприкінці XIX століття.

## Виробництво

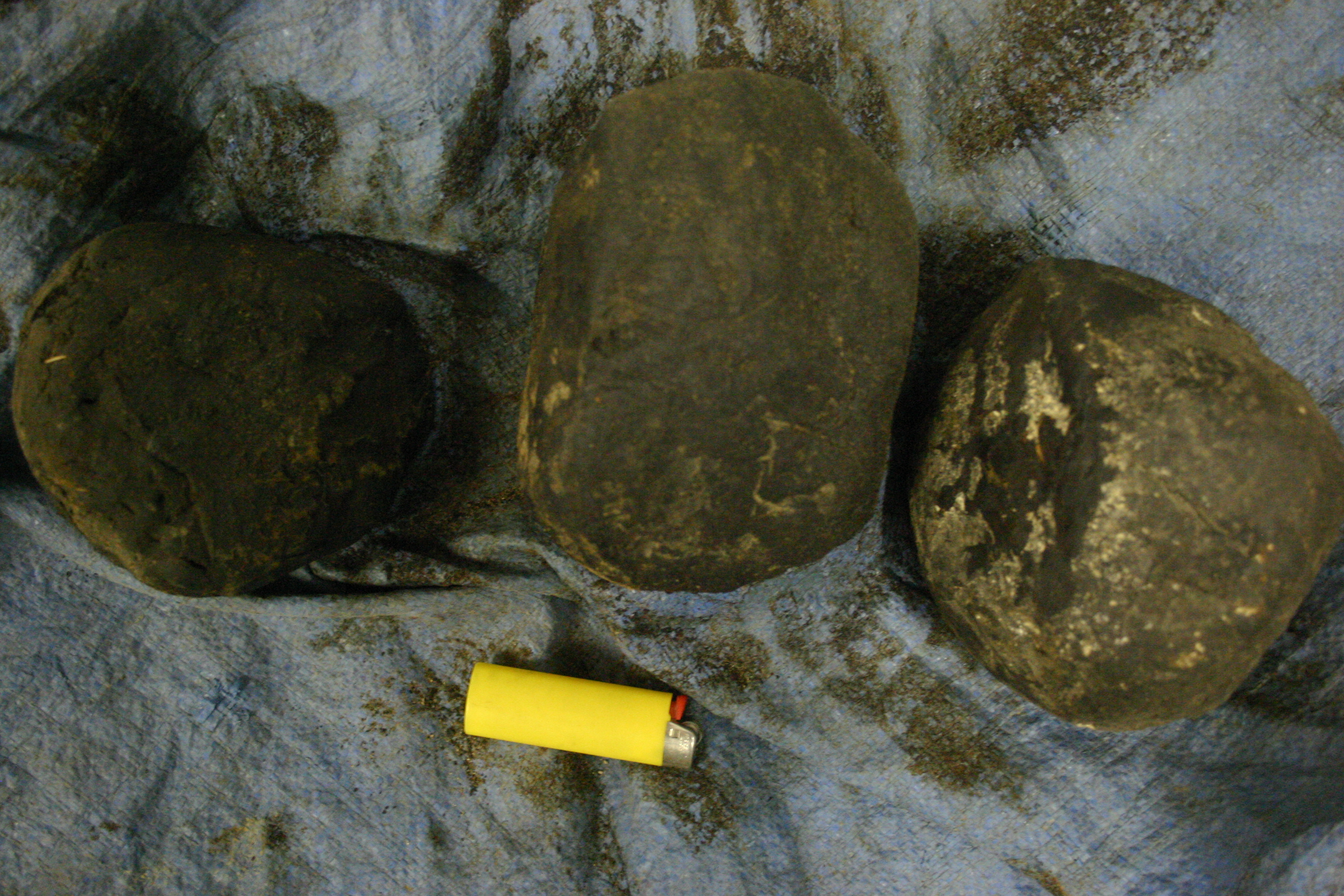
Чорний опій-сирець, вилучений в Афганістані навесні 2005 року.

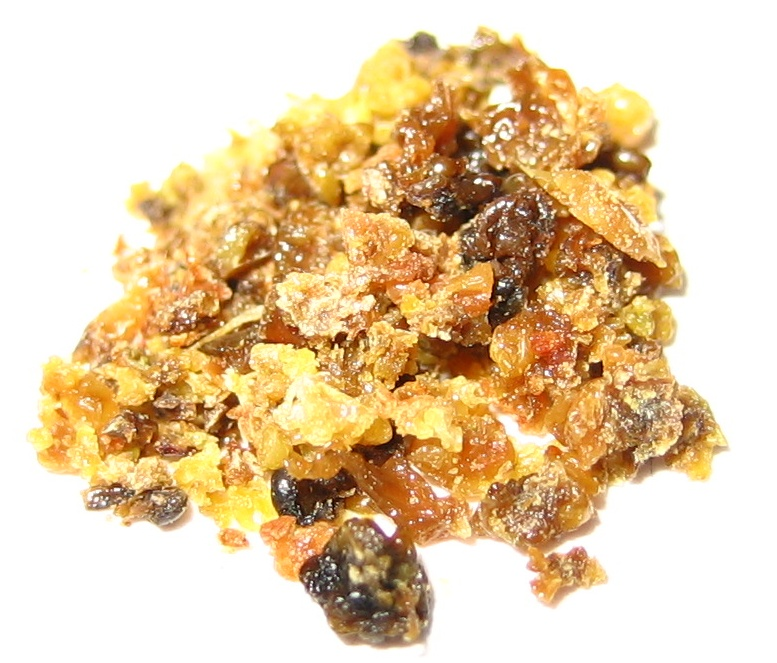
Опіум-сирець

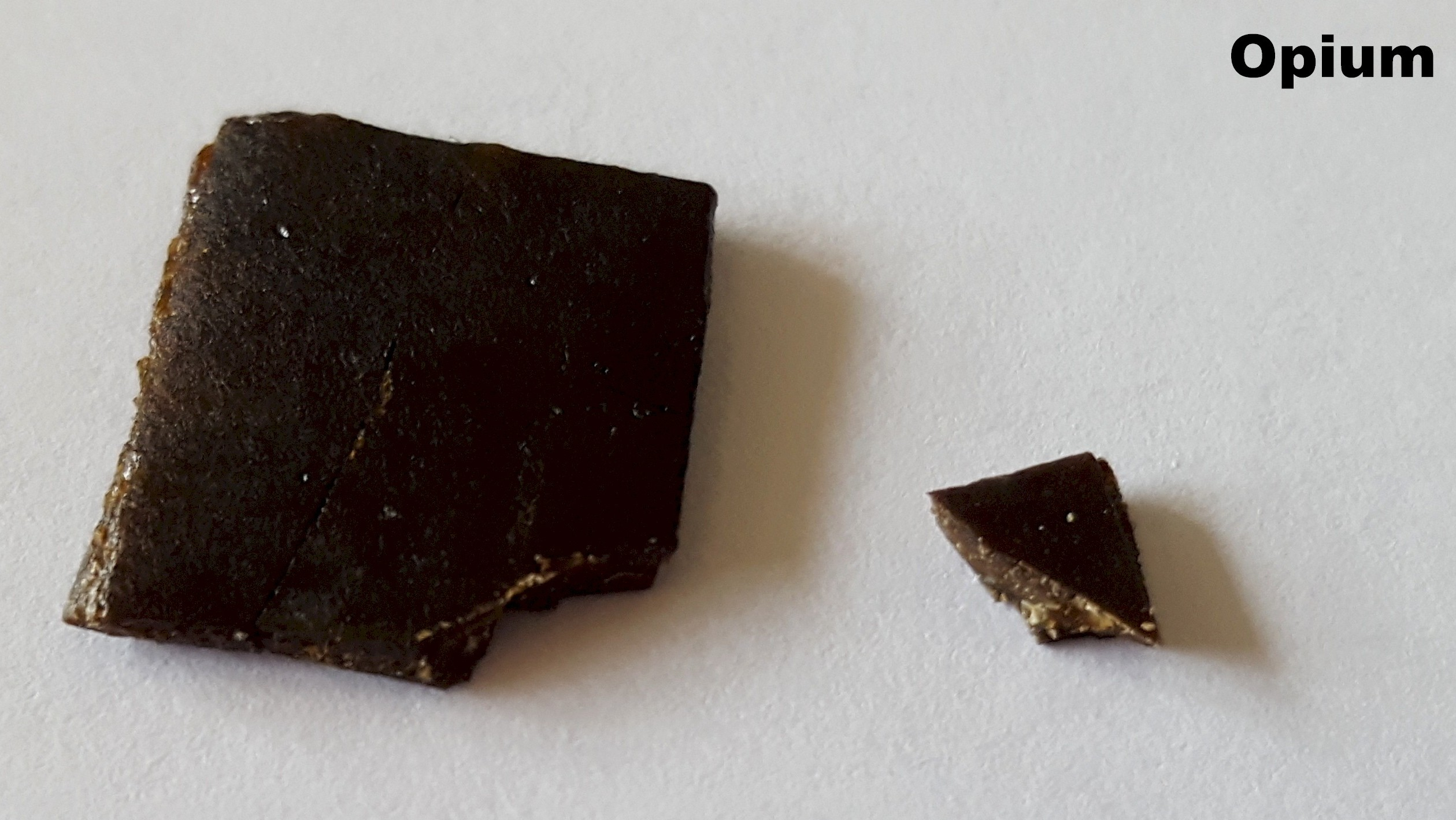
Опіумна плитка

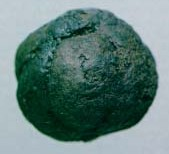
Опійна субстанція

Нині основні посівні площі опійного маку зосереджені в т. зв. «Золотому трикутнику» (Північний Таїланд, Лаос, Бірма), а також в Афганістані.
За даними щорічного звіту управління ООН з наркотиків і злочинності (UNODC), площа посівів опійного маку в Афганістані зараз більша, ніж плантації коки в Колумбії, Перу і Болівії, разом узяті, і становить 193 000 га. За прогнозами експертів, у 2007 році врожай маку збільшиться до 8 200 тонн, що в 2,4 рази більше, ніж у 2002 році, коли коаліційні війська НАТО почали бойові дії проти армії талібів. Водночас за даними ООН, на півночі країни, яка контролюється проамериканським урядом, посіви маку скорочуються, а збір зернових зростає. У південних районах Афганістану, де сильні позиції «Талібану», ситуація прямо протилежна.
У країнах СНД компанії, які вирощують мак або опійний мак, повинні мати ліцензію.

## Застосування

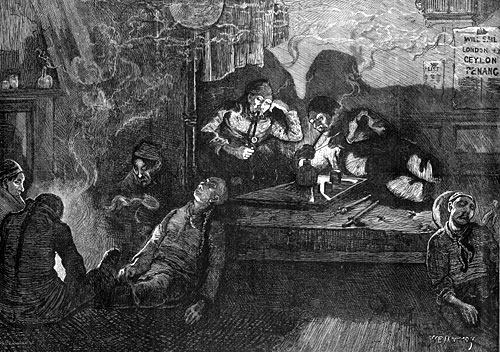
Зображення курців опію в «опіумній норі» в Іст-Енді, Лондон, 1874

Опіум використовується в якості сировини для виробництва ліків: кодеїну, морфіну і папаверину. Незаконно вирощені плантації опійного маку використовуються для виробництва нелегального героїну.
В СРСР опійна настоянка (шлунковий засіб) була знята з виробництва в 1952 р. Згодом почали виробляти лише препарати, що містять певні чисті алкалоїди маку, їхні напівсинтетичні похідні та синтетичні аналоги, обіг яких обмежений законодавством у країнах світу.
Настоянка опію використовується в деяких регіонах для лікування опіоїдної залежності. Крім того, в деяких країнах настоянку опію застосовують для лікування важкої діареї у дорослих, коли інші протидіарейні препарати не забезпечують достатнього контролю дефекації. Толерантність до протидіарейного ефекту і залежність від препарату не виникають після його відміни.

## Термінологія
- Кукнар (кокнар, кухнар, дулю, ханка) — водний або спиртний напій, що готується шляхом замочування потовчених коробочок опіумного маку у воді; подрібнені коробочки(інші мови) опіумного маку, підготовлені для приготування настою[14][15][16].
- Лауданум (Laudanum) — спиртова настоянка опію[17][18].

## Цікаві факти
Карл Маркс порівнював релігію з опіумом, і в контексті це виглядало так: «Релігійна вбогість є одночасно вияв справжньої вбогості і протест проти цієї справжньої вбогості. Релігія це зітхання пригнобленого створіння, серце безсердечного світу, подібно до того як вона — дух бездушних порядків. Релігія є опіум народу. Скасування релігії, як ілюзорного щастя народу, є вимога відмови від такого становища, яке потребує ілюзій».